# George Charles Beresford
George Charles Beresford (Drumlease, Condado de Leitrim, 10 de julio de 1864 - Brighton, 21 de febrero de 1938) fue un fotógrafo británico especializado en retrato durante la época victoriana.
Fue el tercer hijo de Henry Marcus Beresford y Julia Ellen Maunsell, descendientes de Marcus Beresford, primer conde de Tyrone en 1746.
Realizó estudios en el United Services College que era una escuela privada que preparaba a los jóvenes para la academias militares; posteriormente cursó estudios de ingeniería civil en el Royal Indian Engineering College y fue destinado a la India en 1882 en un trabajo de ingeniero. Sin embargo contrajo la malaria y regresó a Inglaterra para estudiar arte, lo que le permitió exponer alguna obra en la Royal Academy.
Entre 1902 y 1932 estuvo trabajando en un estudio fotográfico que instaló en Knightsbridge, donde realizaba retratos mediante la técnica de la platinotipia de artistas y políticos de la época. Sus fotos aparecían en publicaciones como The World's Work, The Sketch, The Tatler o The Illustrated London News.
Era amigo del también irlandés William Orpen con el que intercambió retratos y de Augustus Edwin John. El personaje M'Turk de la obra "Stalky & Co" escrita por Rudyard Kipling está basado en Beresford, según cuenta en una autobiografía publicada en 1936 y titulada Schooldays with Kipling .
Durante la Primera Guerra Mundial donó gran cantidad de sus obras a la Cruz Roja. En 1943 la National Portrait Gallery compró parte de sus negativos y fotos a su antiguo secretario.

## Algunas de sus obras

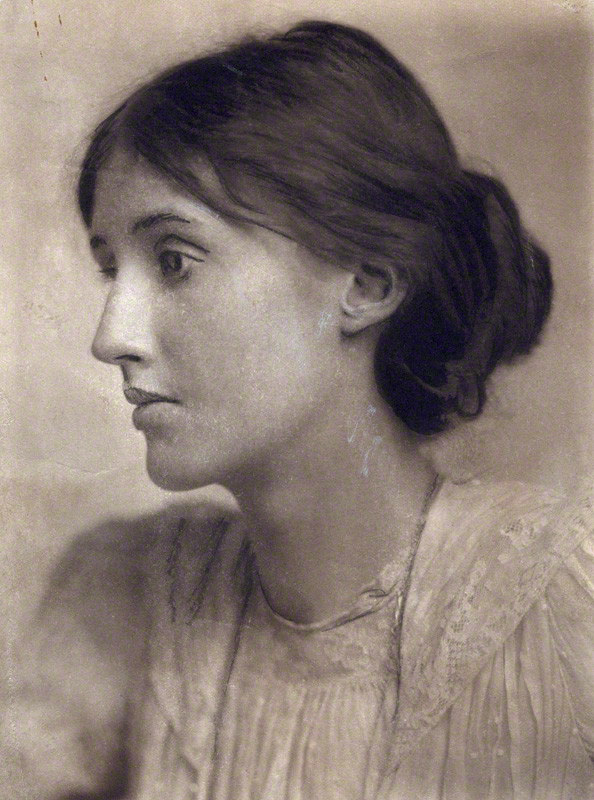
Virginia Woolf, 1902
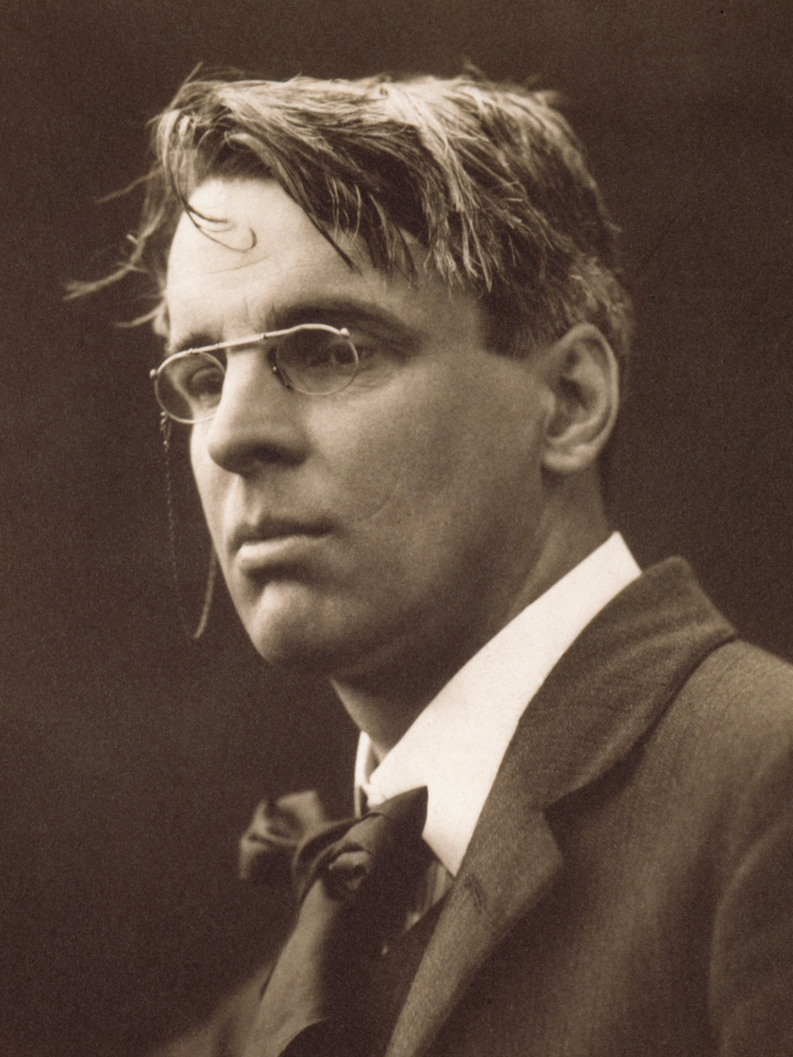
William Butler Yeats, 1911
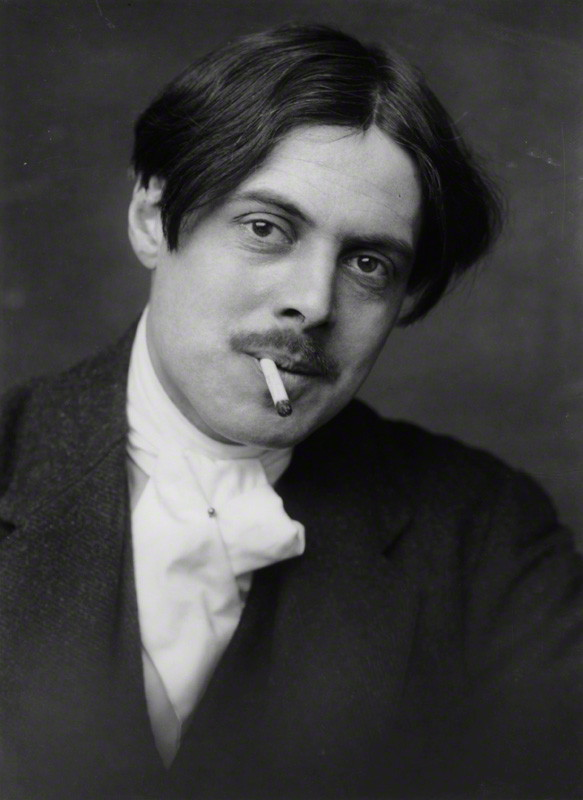
Wyndham Lewis, 1913
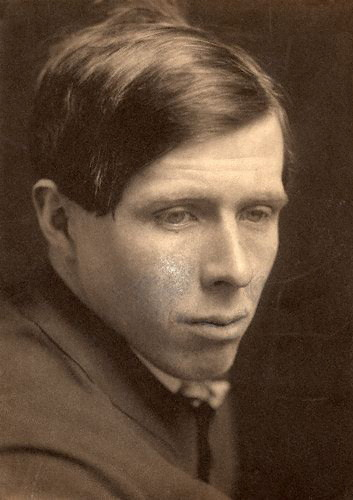
William Orpen, 1903